# Le Coma des mortels
Pour plus de détails, voir Fiche technique et Distribution.
Le Coma des mortels est un film fantastique français réalisé par Philippe Sisbane et sorti en 2004.

## Synopsis
Un éminent biologiste parvient à maintenir en vie le cerveau de son frère jumeau, qui vient d'être guillotiné. Mais l'organe a ses exigences et ses sentiments : il prend possession de l'esprit du savant, et le menace d'une terrifiante vengeance...

## Fiche technique
- Titre original : Le Coma des mortels
- Titre international : Perpetual Present
- Réalisation : Philippe Sisbane
- Scénario : Philippe Sisbane
- Décors : Christophe Basset, Charles Henry
  - Sculptures sur métal : Mickaël Commereuc
- Costumes : Sandrine Béranger
- Maquillage : Marie Baudrais
- Photographie : Stéphane Patti
- Effets numériques : François Le Bastard, Vincent Boudier
- Son : Fabrice Fuzillier, Emilie Mauguet
- Montage : Jean-Baptiste Beaudoin
- Mixage : Olivier Roche, Thierry Braemer, Mathieu Tiger
- Musique : Evgueni Galperine
- Production : Nicolas Duchemin ;  Evgueni Galperine (associé)
- Société de production : Zavod Productions
- Société de distribution : Tecumseh.works
- Pays d’origine :  France
- Langue originale : français
- Format : couleur  — 35 mm — 1,85:1  —  son Dolby SR
- Genre  : fantastique
- Durée : 42 minutes
- Dates de sortie : France : 4 avril 2004
- Classification : Film interdit aux moins de 12 ans lors de sa sortie en France[1]

## Distribution
- Alexandre Cross : Jean / Baptiste
- Marie Riva : Sylvia
- Alexandre Zeff : Sacha
- Roger Carel : le Colonel
- Yves Arnault : l'Inspecteur
- Pierre Vielhescaze
- Fernand Guiot
- Vincent Lahens
- Olivier Pouillaude
- Terence Denobili
- Joël Barda
- Charles Henry
- Meedy Sigot
- Georges Bécot
- Nicolas Morvan
- Evgueni Galperine
- Julien Girardot
- Éric Vatin

## Accueil critique
« Avec ce moyen métrage, Philippe Sisbane s'essaie au fantastique avec un succès évident. »

— Pierre Murat, Télérama.

« Étrange film, à prendre au second degré, où les clins d'œil référentiels, la malice du scénario, un certain humour noir voisinent avec le côté potache inhérent à de nombreux courts métrages. »

— Jean-Luc Douin, Le Monde.